# Гертель, Петер Людвиг
Петер Людвиг Гертель (нем. Peter Ludwig Hertel; 24 апреля 1817, Берлин — 13 июня 1899, Берлин) — немецкий композитор балетной музыки и дирижёр.

## Биография
До 1893 — композитор и дирижёр балета при Королевской опере в Берлине.
Автор целого ряда балетов в постановке балетмейстера П. Тальони:
- «Сатанилла» («Satanella oder Metamorphosen», 1852),
- «Die lustigen Musquetiere» (1852),
- «Ballanda, oder Der Raub der Proserpina» (1855),
- «Morgano» (1857),
- «Schlesisches Divertissement» (1858),
- «Приключения Флика и Флока» («Die Abenteuer von Flick und Flock», 1858),
- «Ellinor oder Träumen und Erwachen» (1861),
- «Electra oder die Sterne» (1862),
- «Das schlecht bewachte Mädchen 'La Fille mal gardée'» (1864),
- «Сарданапал» («Sardanapal», 1865),
- «Don Parasol» (1868),
- «Фантаска» («Fantasca», 1869),
- «Militaria» (1872),
- «Madeleine» (1876),
- «Lamea, die Favoritin desRajah» (1877),
- «Ein glückliches Ereignis» (1878),
- «Niederländische Bilder» (1882).

Балет П. Гертеля «Тщетная предосторожность» (1864, Берлин, балетмейстер Тальони), благодаря мелодичности и танцевальности музыки имел большой успех и широко ставился на балетных сценах всего мира.
Кроме того, сочинял танцевальную музыку (Feuerwehr-Galopp, Op.33, Herzklopf-Polka, Op.34 и др.).